# عاكس صوتي-ضوئي
يتحكم العاكس الصوتي-الضوئي في الحزمة الضوئية مكانيًا . في عملية تشغيل العاكس الصوتي-الضوئي، يتم الإبقاء على القوة المحركة للمحول الصوتي شغالة، عند مستوى ثابت ، بينما يتنوع التردد الصوتي لتحويل الحزمة إلى مواضع زاوية مختلفة. يستخدم الانحراف الصوتي-الضوئي زاوية الانعراج التي تعتمد على التردد الصوتي ، حيث يتم تغيير الزاوية {\displaystyle \triangle \theta _{d}} كاقتران في التغير في التردد {\displaystyle \triangle f} تعطى,
{\displaystyle (12)\ \Delta \theta _{d}={\frac {\lambda }{\nu }}\Delta f}
حيث {\displaystyle \lambda } هو الطول الموجي البصري و {\displaystyle \nu } هي سرعة الموجة الصوتية.
جعلت تقنية العاكس الصوتي-الضوئي عملية تكاثف بوز-أينشتاين التي منحت جائزة نوبل في الفيزياء لعام 2001 إلى إيريك ألين كورنيل وفولفجانج كيترلي وكارل ويمان. تطبيق آخر للانحراف الصوتي البصري هو المحاصرة الضوئية للجزيئات الصغيرة.
العاكس الصوتي-الضوئي هي في الأساس نفس المغيرات الصوتية-الضوئية. في كل من التقنيات ، يتم ضبط اتساع وتردد الطلبات المختلفة مع انحراف الضوء.

## اقرأ أيضا
- المغيرات الصوتية-الضوئية
- البصريات الصوتية
- مطياف صوتي بصري
- بصريات لاخطية
- ضيائية صوتية